# 田中孝顕
田中 孝顕（たなか たかあき、1945年1月6日 - ）は、日本語クレオールタミル語説の研究者、日本の自己啓発書の著者、翻訳家、実業家。
「脳力開発」を提唱し、自己啓発書などを出版したりイベントを行ったりした。

## 略歴
東京都江東区深川永代生まれ。
直後米軍の絨毯爆撃を避け中野区鷺宮に転居、若宮小学校(現・中野区立美鳩小学校)、中野区立第八中学校より國學院原宿校を経て1966年國學院大学法学部卒業後、総理府事務官、公正取引委員会事務局景品表示課、東急不動産企画部・総務部を経て、マカイバー・カウフマン・クリステンセン法律事務所に入所し、かたわら法律の勉学を続けたのち、株式会社エス・エス・アイを創業。代表取締役社長に就任。
ナポレオン・ヒル・ゴールドメダリストでアメリカ・シカゴのナポレオン・ヒル財団の上級顧問（シニア・アドバイザー）、ナポレオン・ヒル財団アジア太平洋本部理事長、のち、株式会社エス・エス・アイをファンドに売却するもファンド会社の失策により代表取締役社長に復帰。のち会長を経てオーナーとなり、のち、株を売却し、日本語・タミル語接触言語説の研究に専念、1980年代より大野晋の日本語のクレオール・タミル語起源説に賛同しその関係著作も複数出している。

## 著書
近著では「よみがえる大野　日本語＝タミル語接触言語説　タミル語による記紀、万葉集の未詳語などの考察」(幻冬舎。2023）がある。
- 『大脳マネジメント 成功回路をつくる驚異のサイコフィードバック』現代書林 1985
- 『驚異のサイコフィードバック あなたの願望を100%実現する』現代書林 1985
- 『シネマティクス思考であなたの人生はこう変る 誰もしらなかった驚異の願望実現法』現代書林 1986
- 『これが成功のメカニズムだ サイコフィードバックで潜在脳力を全開せよ』現代書林 1986
- 『成功のカギはあなたの脳にある だれでも最初は凡人だった』ダイヤモンドセールス編集企画 1986
- 『大脳に成功回路をくみこめ 新版・大脳マネジメント』現代書林 1986
- 『あなたの願望はこうすれば実現する これを知らなければ二十一世紀は生き残れない!!』徳間ジャパン 1986
- 『成功とツキを呼ぶ願望実現の科学 バイオフィードバックによる潜在脳力活性法』ダイヤモンド社 1986
- 『これでダメなら成功も金儲けもあきらめろ ヤル気や汗はもういらない!大脳マネジメントによる願望実現法』現代書林 1986
- 『成功への大潮流に乗れ 「願望実現」のメカニズムが解明された!』徳間ジャパン 1986
- 『速聴で頭の回転は5倍はやくなる 驚異のスーパー・リスニング』現代書林 1986
- 『タイムプロセス法で自己実現を100%可能にする 「後悔を先に立たせる」驚異の大脳マネジメント』現代書林 1987
- 『無限界人間へのチャレンジ 不可能を可能にするアルファ波活用術』ダイヤモンドセールス編集企画 1987
- 『自己拡大で勝利をつかめ アルファ脳波が成功への道を開く』アイペック 1987
- 『巨富と成功をもたらすアルファ脳波活用術 自己実現/願望への王道を歩め』土屋書店 1987
- 『大脳に成功回路をくみこめ ビジネス・コンデンス版』現代書林 1987
- 『実践願望実現のプログラム あなたに巨富をもたらす成功の科学』現代書林 1987
- 『脳波コントロールで成功を勝ちとれ アルファ支配があなたの自己像を変える』アイペック 1987
- 『成功と勝利のためのスーパー視考術 シネマティクス思考であなたの人生はこう変わる』現代書林 1987
- 『「後悔を先に立たせて勝つ」成功のテクニック タイムプロセス法で自己実現を100%可能にする』現代書林 1987
- 『速聴で頭の回転は5倍はやくなる 驚異のスーパー・リスニング』現代書林 1987
- 『成功をつかみとる究極のノウハウ あなたの願望はこうすれば実現できる』研光新社 1987
- 『脳力革命 頭を活かして自分を動かす!! 補訂』騎虎書房 1988
- 『「自己変革」をもたらす驚異の速聴術 ビジネスマン最後の秘密兵器 頭脳がみるみるさえわたる!!』騎虎書房 1988
- 『先見脳があなたの目標を実現させる あなたの求めるものをすべて手に入れる先見脳のパワー』土屋書店 1988
- 『成功のための実践行動学 これが不可能を可能に変えるテクニックだ 願望実現・目標必達チャート付』騎虎書房 1989
- 『願望実現の科学 シータ波とアルファ波とホルモンがあなたの人生を大きく変える!! 『脳力革命』パート2』騎虎書房 1989　のち文庫
- 『自分を思いどおりに動かす!! あなたは現状を打破できる!!』騎虎書房 1990
- 『人生を大きく生きる!! あなたは思うように変えられる!!』騎虎書房 1991
- 『ナポレオン・ヒルの成功哲学・日本編 彼らはこうして思考を現実化した!』騎虎書房 1991-92　のち文庫
- 『あなたの人生自由自在 自分の心を自由自在にできなくて何ができるか!!』騎虎書房 1992
- 『大脳に潜む成功の扉を開け! 自分を思いどおりに動かし、不可能を可能にする技術』騎虎書房 1993
- 『"成功の達人が教える"願望が実現する最高の決め手』学習研究社 1993
- 『聴覚刺激で頭の回転が驚くほど速くなる なぜ、こんな簡単な方法に気がつかなかったのか』騎虎書房 1993
- 『生き方を変えるやわらかい技術 今、知っておかないと損をする!』騎虎書房 1993
- 『成功へのラストチャンス これが最後の決め手だ!!』騎虎書房 1994
- 『生きがいなくて何の人生か! 思いの聡明度EQを高くすれば夢は確実に実現する』騎虎書房 1996
- 『大脳マネジメント 速聴の奇跡、可能性に満ち過ぎている脳を活用した機械的成功法』騎虎書房 1996
- 『頭の大革命 みるみる自分が変わる!』騎虎書房 1997
- 『聴覚刺激で頭の回転が驚くほど速くなる 続』きこ書房 1997
- 『自分を生かす人、殺す人 アクションパッションモチベーション カラーニューバージョン』騎虎書房 1998
- 『SSPS-V2システム機械的成功法 自分を思いどおりに動かす』きこ書房 2000
- 『頭で感じろ体で考えろ あなたの集中力を100%引き出す技術』きこ書房 2003
- 『人生が驚くほど逆転する超行動力!』きこ書房 2003
- 『日本語の起源 日本語クレオールタミル語説の批判的検証を通した日本神話の研究』きこ書房 2004
- 『自分を思いどおりに動かす決定的条件』きこ書房 2004
- 『あなたをしあわせに導く夢実現ドリル affirmation workbook』きこ書房 2005
- 『聴きながら成功する』きこ書房 2005
- 『願望がみるみる実現するクイック自己改造』きこ書房 2005
- 『ナポレオン・ヒルのミリオネア養成ノート』きこ書房 2006
- 『スピード脳力開発「速聴」体験』きこ書房 2006
- 『スピード自己開発脳力革命 500円からはじめる自己実現』きこ書房 2006
- 『日本語の真実」幻冬舎　2006
- 『人生に奇跡を起こす朝15分の「速聴」』きこ書房 2006
- 『勉強法の本を読む前に聴く本』きこ書房 2007
- 『行動をうながす驚異のイメージング「シネマティクス思考」』きこ書房 2007
- 『夢をあきらめる前に読む本』きこ書房 2008
- 『ささがねの蜘蛛 意味不明の枕詞・神話を解いてわかる古代人の思考法 (古事記・日本書紀・万葉集と古代タミル語の饗宴 1)』幻冬舎 2008
- 『スピード脳力開発聴覚刺激で頭の回転が驚くほど速くなる!』きこ書房 2010
- 『世界一かんたん!集中力を引き出す速聴CDブック』きこ書房 2011
- 『願望実現の教科書』きこ書房 2011
- 『よみがえる大野　日本語＝タミル語接触言語説　タミル語による記紀、万葉集の未詳語などの考察』幻冬舎 2023

### 共著
- 『速聴が10分でわかる本 超かんたん脳力開発法』大木幸介共著 きこ書房 2002
- 『聴覚刺激で英語は必ず聞き取れる!』原井清隆共著 きこ書房 2003
- 『旅行英会話聴覚刺激で英語は必ず聴き取れる!』原井清隆共著 きこ書房 2005

### 翻訳
- ダグラス・ディーン、シーラ・オストランダー,ジョン・ミハラスキー, リーン・シュローダー『経営者の意志決定と直観力 的確な意志決定の必須条件はこうしてもたらされる!』編・訳 銀嶺閣 1987
- 『アール・ナイチンゲールの偉大な発見 自分が変る生き方が変る』ダイヤモンドセールス編集企画 1988
- ナポレオン・ヒル, W.クレメント・ストーン共著『積極的心構えがあなたの人生を変える!! あなたは最高の人生を活きられる!』騎虎書房 1989
- アール・ナイチンゲール『人間は自分が考えているような人間になる!!』騎虎書房 1989
- クリストファー・ド・ヴィンク『力なき者の力 三重苦の兄が遺した愛の贈りもの』騎虎書房 1989
- 『莫大な財産があなたの心の中に眠っている!! ナポレオン・ヒルの『あなたの人生を再構築せよ!』騎虎書房 1989
- 『思考は現実化する ナポレオン・ヒルの決定版・成功哲学』騎虎書房 1990-91
- ベネット・ハリソン, バリー・ブルーストーン 共著『危険な大転進 アメリカはどこへ向かうべきか?』騎虎書房 1990
- アンドリュー・カーネギー『富の福音 自分がして欲しいことはまず人にそれを行え!』監訳 騎虎書房 1990
- W.H.エイゴー『ビジネスにおけるヒラメキの研究 右脳と左脳を上手に使え!!』騎虎書房 1990
- エスター・M.オリオリ, シンシア・D. スコット,デニス・T. ジャッフ共著『ストレス・マップ 自分を見つめ、明日を切り開く! 総合的ストレス測定法と自己診断ガイド』騎虎書房 1990  のち文庫
- 『ナポレオン・ヒルの巨富を築く13の条件』騎虎書房 1991
- ギャヴィン・ケネディ『ポケット・ネゴシエーター ビジネスで成功するための交渉術』騎虎書房 1991
- マイケル・S・ガザニガ『マインド・マターズ 心と脳の最新科学』騎虎書房 1991
- ナサニエル・ブランデン『自尊心があなたの人生を切り開く』騎虎書房 1992
- ナポレオン・ヒル『成功へのマスターキー 熱意と確信があなたを成功へと動かす』騎虎書房 1993
- ナポレオン・ヒル『巨富を築く13の条件 ビジネス・コンデンス版』騎虎書房 1993
- サミュエル・A.サイパート『PMA-成功する心構え 彼らは逆境をバネにして成功を手に入れた!』騎虎書房 1993
- E.ナイチンゲール『考え方次第で道は開ける 現状を打破し、成功への軌道に乗れ!』騎虎書房 1993
- ブライアン・トレーシー『人材を人財に変える これしかない!人を活かすためのサクセス・マネジメント』騎虎書房 1993
- トニー・アレッサンドラ,フィル・ウェクスラー共著『徳を売れば得が戻ってくる 自分を売り込んで人を動かす』騎虎書房 1993
- デニス・ウェイトリー『快く勝つためのウィン・ウィン・テクニック 21世紀、真の勝者は敗者を作らない!』騎虎書房 1994
- マーク・H.マコーマック『私はこの方法で成功を勝ちとった!! あなただけにそっと教えよう』騎虎書房(ナポレオン・ヒル・ブックス)  1994
- ロバート・J.リンガー『最高の自分を築く100万ドルの習慣 勝ちぐせこそ勝利の鉄則』騎虎書房 1995
- ジミー・カラノ,ジェフ・サルツマン共著『学校では教えない成功の秘訣』騎虎書房 1995
- ジャイルズ・ケンプ, エドワード・クラフリン共著『運命を動かした男、デール・カーネギー』騎虎書房 1995
- マクスウェル・マルツ『ガラッと一変、あなたの人生 サイコ=サイバネティクスの驚異』騎虎書房 1995
- トニー・ブザン『これが驚異のマインド・マップ放射思考だ!! これで他人を決定的に引き離すことができる』騎虎書房 1996
- ディーパック・チョプラ『人生・成功のための七つの原理』騎虎書房 1996
- アンドリュー・カーネギー『大富豪の黄金律を活用した生き方 A.カーネギーの人生哲学を学ぶ』監訳 騎虎書房(Kiko文庫) 1996
- ジャック・キャンフィールド, マーク・ヴィクター・ハンセン共著『成功必達の魔術 強い信念とエンスージアズムこそがあなたを活かす!』騎虎書房 1996
- シャド・ヘルムステッター『自己説得の驚くべき威力 こんなに、ものすごい力がある』騎虎書房 1996
- デール・カーネギー『こうすれば人は動く 人の心を開かせて成功する』訳・翻案 騎虎書房 1996
- ジェラルド・B.ダーロション,ジェームズ・E.ポッター共著『あなたの成功、請け負います! 世界的に著名な成功請負人たちに学ぶ!』騎虎書房 1996
- アール・ナイチンゲール『続・人間は自分が考えているような人間になる!! 自分が変わる!生き方が変わる!』騎虎書房 1997
- アール・ルッカー『ホワイトハウス・ギャング 元ギャングの一員が回想するボスとその仲間たち』騎虎書房 1997
- ブライアン・トレーシー『自己を築く 心を支配する7つの法則で、これだけあなたは変わる!』騎虎書房 1997
- ノーマン・ヴィンセント・ピール『楽天の知学 こころは奇跡に満ちている』騎虎書房 1997
- ボビー・サマー『自分大改革 今しかない!変えるなら徹底的に変えろ!』騎虎書房 1997
- リチャード・フォーブス『発想のビッグバンでスパッと問題解決 脳の創造中枢を刺激すると、無から有が生まれる。この不思議!』騎虎書房 1997
- シャド・ヘルムステッター『自己説得で思うとおりの自分になれる これなくして成功は語れない!』騎虎書房 1997
- ジャイルズ・ケンプ, エドワード・クラフリン共著『デール・カーネギーに学ぶ成功発見の法則』(Kikoサクセス文庫) 騎虎書房 1997
- 『私の履歴書 アンドリュー・カーネギー 「黄金律」に生きた心優しい男の物語』ジョン・C.バン・ダイク編, 騎虎書房 1997
- ナポレオン・ヒル『自己実現 人生を30倍に楽しむための知恵の数々』騎虎書房 1997
- トニー・アレッサンドラ, フィル・ウェクスラー共著『顧客を獲得する魔法』きこ書房 1998
- ナポレオン・ヒル『思考は現実化するー自己実現プログラム導入編』騎虎書房 1998
- サム・ホーン『変身 自信は、どんな変装より、あなたを変える』騎虎書房 1998
- ウィン・ウェンガー, リチャード・ポー『頭脳の果て 学習促進効果の限界への挑戦』騎虎書房 1998
- リチャード・フォーブス『自分の一番のアイデアを引き出す方法 機械的発想法』きこ書房 1998
- ジミー・カラノ, ジェフ・サルツマン『アピール まだ、何者でもないあなたが会社で注目されるためにいまからできること』きこ書房 1998
- ナポレオン・ヒル『私たちは成功者に何を学ぶべきか』きこ書房 2000
- 『潜在脳力超活性化ブック ジグ・ジグラー・プログラム入門編』きこ書房, 2000
- ジグ・ジグラー『どうせ一度の人生だから楽観主義で行こう!』きこ書房 2000
- トニー・ブザン『人生に奇跡を起こすノート術 マインド・マップ放射思考』きこ書房 2000
- シャド・ヘルムステッター『なぜ、あの人はうまくいくのか 自己説得の驚くべき威力』きこ書房 2000
- ナポレオン・ヒル『12の莫大なる財産 人生を好転させる秘訣』きこ書房 2000
- ウィリー・ジョリー『人生のスパイス あなたの生き方を変える130の知恵』きこ書房 2000
- フレッド・デルーカ, ジョン・P.ヘイズ『サブウェイ世界一への野望 キング・オブ・サンドイッチの15の教訓』きこ書房 2001
- ブライアン・トレーシー『働きがいのある人生 仕事が絶対面白くなる100の法則』きこ書房 2001
- ナポレオン・ヒル, W.クレメント・ストーン共著『心構えが奇跡を生む』きこ書房 2002
- アール・ナイチンゲール『人間は自分が考えているような人間になる!!』きこ書房 2002
- トニー・ブザン『自分を天才だと思える本』きこ書房 2002
- ブライアン・トレーシー『100万ドルの法則』きこ書房 2002
- トニー・ブザン『どんどん右脳が目覚める!不思議な"ノート法"』きこ書房 2003
- ブライアン・トレーシー『10年かかるところを2年でできる 昇給昇進のための21の心構え』きこ書房 2003
- カーネギー [述], ナポレオン・ヒル 著『巨富を築く人、誰でも活用できるそのテクニック カーネギーの個人授業』きこ書房 2003
- ジグ・ジグラー『毎日3分読むだけであなたがプラス思考に変わる本』きこ書房 2003
- シャド・ヘルムステッター『リップハビット あなたを変える魔法の「口ぐせ」』きこ書房 2003
- トニー・ブザン『あなたのアタマから嫌でもアイディアが飛び出してくる!』きこ書房 2003
- ジグ・ジグラー『子どもの運命は親で決まる! 全米no.1の天才講演家が明かす ポジティブ・キッズに育てる16の方法』汐見稔幸監修 きこ書房 2004
- ナポレオン・ヒル『さぁ!今日から成功しよう あなたの夢をかなえるゴールデン・ステップ 52 steps』きこ書房 2004
- ナポレオン・ヒル『販売はあなたがオギャアと生まれたときから始まっている』きこ書房 2005
- ナポレオン・ヒル『ゴールデン・ルール』きこ書房 2005
- トニー・ブザン『コミュニケーションに奇跡を起こすマインド・マップ活用術』きこ書房 2005
- ナポレオン・ヒル財団編『あなたは夢をかなえるために生まれてきた 女性のための『思考は現実化する』きこ書房 2005
- ウィン・ウェンガー, リチャード・ポー『頭脳の果て アインシュタイン・ファクター 驚異の加速学習法25年の集大成』きこ書房 2005
- マクスウェル・マルツ著, ダン・S.ケネディ編『あなたは成功するようにできている 脳内に成功回路をつくるサイコ=サイバネティクス』きこ書房, 2005
- ジグ・ジグラー『潜在脳力超活性化ブック』きこ書房 2006
- W.クレメント・ストーン著, ナポレオン・ヒル財団編『私が活用して大富豪となった実践的成功法則』きこ書房 2006
- T.Burrow, M.B.Emeneau 著『ドラヴィダ語語源辞典 度・和・英対訳版<逆引き可能>』日本語版監修 きこ書房 2006
- ジグ・ジグラー『成功イメージ・プログラム』きこ書房 2007
- ナポレオン・ヒル『仕事の流儀』きこ書房 2007
- ジム・ローン『逆境は天からの贈り物』きこ書房 2007
- サミュエル・A.サイパート編著『ナポレオン・ヒルの人生が確実に変わる習慣』きこ書房 2008
- ナポレオン・ヒル ナポレオン・ヒル財団アジア/太平洋本部編『アンドリュー・カーネギーのビリオネア養成講座』きこ書房 2008
- マクスウェル・マルツ著, ダン・S.ケネディ編『潜在意識が答えを知っている!』きこ書房 2009
- ウィン・ウェンガー, リチャード・ポー共著『アインシュタイン・ファクター』きこ書房 2009
- R.E.アッシャー, E.アナマライ共著『タミル語会話入門 初級学習者向け完全コース』監訳 きこ書房 2010
- デニス・ウェイトリー『人生とは、一着にならなければならないような愚かな生存競争ではない』きこ書房 2012
- マイケル・リット・ジュニア, カーク・ランダース共著『「成功哲学」を体系化した男ナポレオン・ヒル』きこ書房 2012
- マーク・セバ『接触言語 ピジン語とクレオール語』きこ書房 2013
- ナポレオン・ヒル『悪魔を出し抜け!』きこ書房 2013
- ウィリアム・H・バクスター『古代中国語音韻学ハンドブック』きこ書房 2014
- アール・ナイチンゲール『チャンスは無限にある』きこ書房 2016
- 『伝説のスピーチ ナポレオン・ヒルの成功哲学 1922年1957年セーラム・カレッジ』きこ書房 2016
- 『ナポレオン・ヒル成功哲学』きこ書房 2016
- デニス・キンブロ, ナポレオン・ヒル 著『あきらめなかった人々 思考は現実化する』きこ書房 2016
- 『ナポレオン・ヒル自己実現』きこ書房 2016
- ドナルド・トランプ『トランプ最強の人生戦略』きこ書房 2017
- シャロン・レクター『「ガラスの天井」が破れる瞬間(とき)  女性の成功哲学』きこ書房 2017
- ブライアン・トレーシー『視点を変えれば運命が変わる!』きこ書房 2017